# LCE1D
LCE1D (англ. Late cornified envelope 1D) – білок, який кодується однойменним геном, розташованим у людей на 1-й хромосомі. Довжина поліпептидного ланцюга білка становить 114 амінокислот, а молекулярна маса — 11 230.
| 10         |  | 20         |  | 30         |  | 40         |  | 50         |
| ---------- |  | ---------- |  | ---------- |  | ---------- |  | ---------- |
| MSCQQSQQQC |  | QPPPKCTPKC |  | TPKCPAPKCP |  | PKCPPVSSCC |  | SVSSGGCCGS |
| SSGGGCGSNS |  | GGCCSSGGGG |  | CCLSHHRRHR |  | SHRRRPQSSD |  | CCSQPSGGSS |
| CCGGGSSQHS |  | GGCC       |  |            |  |            |  |            |

A: Аланін

C: Цистеїн

D: Аспарагінова кислота

G: Гліцин

H: Гістидин

K: Лізин

L: Лейцин

M: Метіонін

N: Аспарагін

P: Пролін

Q: Глутамін

R: Аргінін

S: Серин

T: Треонін

Задіяний у такому біологічному процесі, як кератинізація. 